# Стадион шиворот-навыворот
«Стадион шиворот-навыворот» — советский рисованный мультфильм созданным режиссёром Владимиром Тарасовым на студии «Союзмультфильм» в 1976 года.

## Сюжет
Самоуверенный мальчишка, который ни разу в жизни не был на стадионе и смотрел футбол только по телевизору, считает себя самым бесстрашным и лучшим спортсменом. Однажды он попадает на необыкновенный стадион, который называется шиворот-навыворот. Здесь проходят соревнования сразу по нескольким дисциплинам — футболу, хоккею, баскетболу, плаванью, лёгкой атлетике, метанию ядра и многим другим видам спорта.
Мальчик уверен, что станет первым в любой дисциплине и покажет результаты выше, чем спортсмены с мировым именем. Но разве просмотр состязаний по телевизору добавляет ловкости, смелости или меткости? Каждая попытка мальчика выступить в соревновании вызывает смех и оскорбление зрителей и судей. Никто не увидел в слабом мальчике великого чемпиона.
Мультфильм высмеивает тех ребят, которые знают спорт только по телевизионным передачам, а сами им не занимаются, хотя и считают себя спортсменами.

## Съёмочная группа
- Автор сценария: Аркадий Хайт
- Режиссёр: Владимир Тарасов
- Художник-постановщик: Виталий Песков
- Композитор: Борис Шнапер
- Оператор: Михаил Друян
- Звукооператор: Владимир Кутузов
- Роль озвучивал: Андрей Горин
- Ассистенты: Татьяна Митителло, Ольга Боголюбова, Елена Боголюбова, Жанна Корякина, Ирина Петерсон
- Художники-мультипликаторы: Юрий Мещеряков, Владимир Арбеков, Александр Давыдов, Владимир Крумин, Алексей Букин, Александр Панов, Виктор Арсентьев
- Монтажёр: Маргарита Михеева
- Редактор: Аркадий Снесарев
- Директор картины: Фёдор Иванов